# Giulia Murada
Giulia Murada (Sondrio, 3 luglio 1998) è una scialpinista e fondista di corsa in montagna italiana, membro della nazionale italiana di sci alpinismo e del Centro Sportivo Esercito.

## Biografia
Figlia dello scialpinista Ivan Murada, Giulia Murada è cresciuta ad Albosaggia, in provincia di Sondrio.
Tesserata nella società del paese, la Polisportiva Albosaggia, ha praticato in giovane età varie specialità dell'atletica leggera, inclusa la corsa in montagna, venendo convocata nella categoria juniores ai campionati europei di corsa in montagna nel 2016 ad Arco, in provincia di Trento.
All'età di 12 anni, seguendo le orme paterne, inizia a praticare lo scialpinismo e nel 2012 affronta le prime competizioni. Nel 2014 viene convocata per la prima volta dalla nazionale italiana di sci alpinismo e il 16 ottobre 2017 viene arruolata nel Centro Sportivo Esercito.

## Palmarès

### Corsa in montagna
| Anno | Manifestazione               | Sede | Evento         | Risultato | Prestazione | Note  |
| ---- | ---------------------------- | ---- | -------------- | --------- | ----------- | ----- |
| 2016 | Europei di corsa in montagna | Arco | Donne juniores | 17ª       | 20'50"      | [ 5 ] |
| 2016 | Europei di corsa in montagna | Arco | A squadre      | Argento   | 27 p.       | [ 6 ] |

### Scialpinismo
Mondiali 
| Anno | Sede                       | Data             | Categoria | Tipologia       | Risultato | Note                                 |
| ---- | -------------------------- | ---------------- | --------- | --------------- | --------- | ------------------------------------ |
| 2015 | Verbier                    | 6 febbraio 2015  | Cadetti   | Sprint          | Argento   | [ 7 ]                                |
| 2015 | Verbier                    | 7 febbraio 2015  | Cadetti   | Vertical        | 5ª        | [ 7 ]                                |
| 2015 | Verbier                    | 9 febbraio 2015  | Cadetti   | Individuale     | Bronzo    | [ 7 ]                                |
| 2017 | Alpago-Piancavallo         | 25 febbraio 2017 | Junior    | Individuale     | Oro       | [ 7 ]                                |
| 2017 | Alpago-Piancavallo         | 28 febbraio 2017 | Junior    | Sprint          | Argento   | [ 7 ]                                |
| 2017 | Alpago-Piancavallo         | 1 marzo 2017     | Junior    | Vertical        | Argento   | [ 7 ]                                |
| 2019 | Villars-sur-Ollon          | 10 marzo 2019    | Senior    | Sprint          | 10ª       | 4ª nella classifica U23              |
| 2019 | Villars-sur-Ollon          | 12 marzo 2019    | Senior    | Individuale     | 9ª        | Oro nella classifica U23             |
| 2019 | Villars-sur-Ollon          | 13 marzo 2019    | Senior    | Vertical        | 10ª       | Oro nella classifica U23             |
| 2019 | Villars-sur-Ollon          | 15 marzo 2019    | Senior    | Team            | Argento   | con Alba De Silvestro                |
| 2019 | Villars-sur-Ollon          | 16 marzo 2019    | Senior    | Team            | 4ª        | con Alba De Silvestro e Mara Martini |
| 2021 | Coma Pedrosa               | 2 marzo 2021     | Senior    | Sprint          | 12ª       | Oro nella classifica U23             |
| 2021 | Coma Pedrosa               | 4 marzo 2021     | Senior    | Vertical        | 4ª        | Oro nella classifica U23             |
| 2021 | Coma Pedrosa               | 6 marzo 2021     | Senior    | Individuale     | 4ª        | Oro nella classifica U23             |
| 2023 | Boí Taüll                  | 28 febbraio 2023 | Senior    | Sprint          | 5ª        | [ 8 ]                                |
| 2023 | Boí Taüll                  | 1 marzo 2023     | Senior    | Vertical        | 8ª        | [ 9 ]                                |
| 2023 | Boí Taüll                  | 2 marzo 2023     | Senior    | Team            | Argento   | con Alba De Silvestro                |
| 2023 | Boí Taüll                  | 4 marzo 2023     | Senior    | Individuale     | Bronzo    | [ 11 ]                               |
| 2023 | Boí Taüll                  | 5 marzo 2023     | Senior    | Staffetta mista | Argento   | con Nicolò Canclini                  |
| 2025 | Morgins (Portes du Soleil) | 6 marzo 2025     | Senior    | Sprint          | 7ª        | [ 13 ]                               |
| 2025 | Morgins (Portes du Soleil) | 7 marzo 2025     | Senior    | Individuale     | 5ª        | [ 14 ]                               |

 Europei 
| Anno | Sede                  | Data             | Categoria | Tipologia       | Risultato | Note                |
| ---- | --------------------- | ---------------- | --------- | --------------- | --------- | ------------------- |
| 2014 | Arcalis Ordino        | 14 febbraio 2014 | Cadetti   | Vertical        | 4ª        | [ 15 ]              |
| 2014 | Arcalis Ordino        | 16 febbraio 2014 | Cadetti   | Individuale     | Argento   | [ 7 ]               |
| 2016 | Salvan-Les Marécottes | 5 febbraio 2016  | Junior    | Individuale     | Bronzo    | [ 7 ]               |
| 2016 | Salvan-Les Marécottes | 7 febbraio 2016  | Junior    | Sprint          | 6ª        | [ 7 ]               |
| 2018 | Nicolosi              | 22 febbraio 2018 | Junior    | Sprint          | 4ª        | [ 7 ]               |
| 2018 | Nicolosi              | 24 febbraio 2018 | Junior    | Individuale     | Bronzo    | [ 7 ]               |
| 2018 | Nicolosi              | 25 febbraio 2018 | Junior    | Vertical        | Argento   | [ 7 ]               |
| 2022 | Boí Taüll             | 9 febbraio 2022  | Senior    | Sprint          | 12ª       | [ 7 ]               |
| 2022 | Boí Taüll             | 10 febbraio 2022 | Senior    | Vertical        | 10ª       | [ 7 ]               |
| 2022 | Boí Taüll             | 12 febbraio 2022 | Senior    | Individuale     | 5ª        | [ 7 ]               |
| 2022 | Boí Taüll             | 13 febbraio 2022 | Senior    | Staffetta mista | Argento   | con Nicolò Canclini |

 Coppa del Mondo 

## Altre competizioni internazionali
2019
- Argento al Trofeo Mezzalama, in team con  Ilaria Veronese e  Mara Martini

2020
- Oro alla MonterosaSkiAlp, in team con  Alba De Silvestro
- Argento all'Epic Ski Tour - Trento Monte Bondone

2021
- Oro all'Adamello Ski Raid, in team con  Giulia Compagnoni

2022
- Oro alla Transcavallo, in team con  Alba De Silvestro
- Oro alla MonterosaSkiAlp, in team con  Alba De Silvestro
- Argento al Tour du Rutor, in team con  Alba De Silvestro
- Oro alla Patrouille des Glaciers (Zermatt), in team con  Alba De Silvestro e  Ilaria Veronese
- Oro alla Vertical di natale (Livigno)

2023
- Oro al Trofeo Mezzalama, in team con  Alba De Silvestro e  Giulia Compagnoni

2024
- Argento alla Pierra Menta, in team con  Alba De Silvestro
- Oro alla Sellaronda Skimarathon, in team con  Alba De Silvestro
- Argento alla Valtellina Orobie
- Oro al Trofeo Parravicini, in team con  Alba De Silvestro